# Frankův Zhořec
Frankův Zhořec (německy Franko Zhoretz) je malá vesnice, část obce Stránecká Zhoř v okrese Žďár nad Sázavou v Kraji Vysočina. Nachází se dva kilometry jižně od Stránecké Zhoře. Její západní částí protéká říčka Balinka. V roce 2009 zde bylo evidováno 35 adres.
Frankův Zhořec je také název katastrálního území o rozloze 2,23 km².

## Historie
První písemná zmínka o vesnici pochází z roku 1377.

## Obyvatelstvo
| Rok            | 1869 | 1880 | 1890 | 1900 | 1910 | 1921 | 1930 | 1950 | 1961 | 1970 | 1980 | 1991 | 2001 | 2011 | 2021 |
| -------------- | ---- | ---- | ---- | ---- | ---- | ---- | ---- | ---- | ---- | ---- | ---- | ---- | ---- | ---- | ---- |
| Počet obyvatel | 132  | 142  | 111  | 137  | 123  | 116  | 119  | 103  | 104  | 99   | 72   | 58   | 54   | 55   | 47   |
| Počet domů     | 21   | 21   | 21   | 20   | 23   | 22   | 24   | 25   | 25   | 26   | 23   | 26   | 34   | 34   | 28   |

## Obecní správa
Při sčítání lidu v letech 1850–1960 byl Frankův Zhořec osadou obce Uhřínov, s nímž patřil nejprve do okresu Velké Meziříčí, od roku 1960 do okresu Žďár nad Sázavou. Od 12. června 1960 je částí obce Stránecká Zhoř v okrese Žďár nad Sázavou.

## Pamětihodnosti
- Dům čp. 32

## Další fotografie

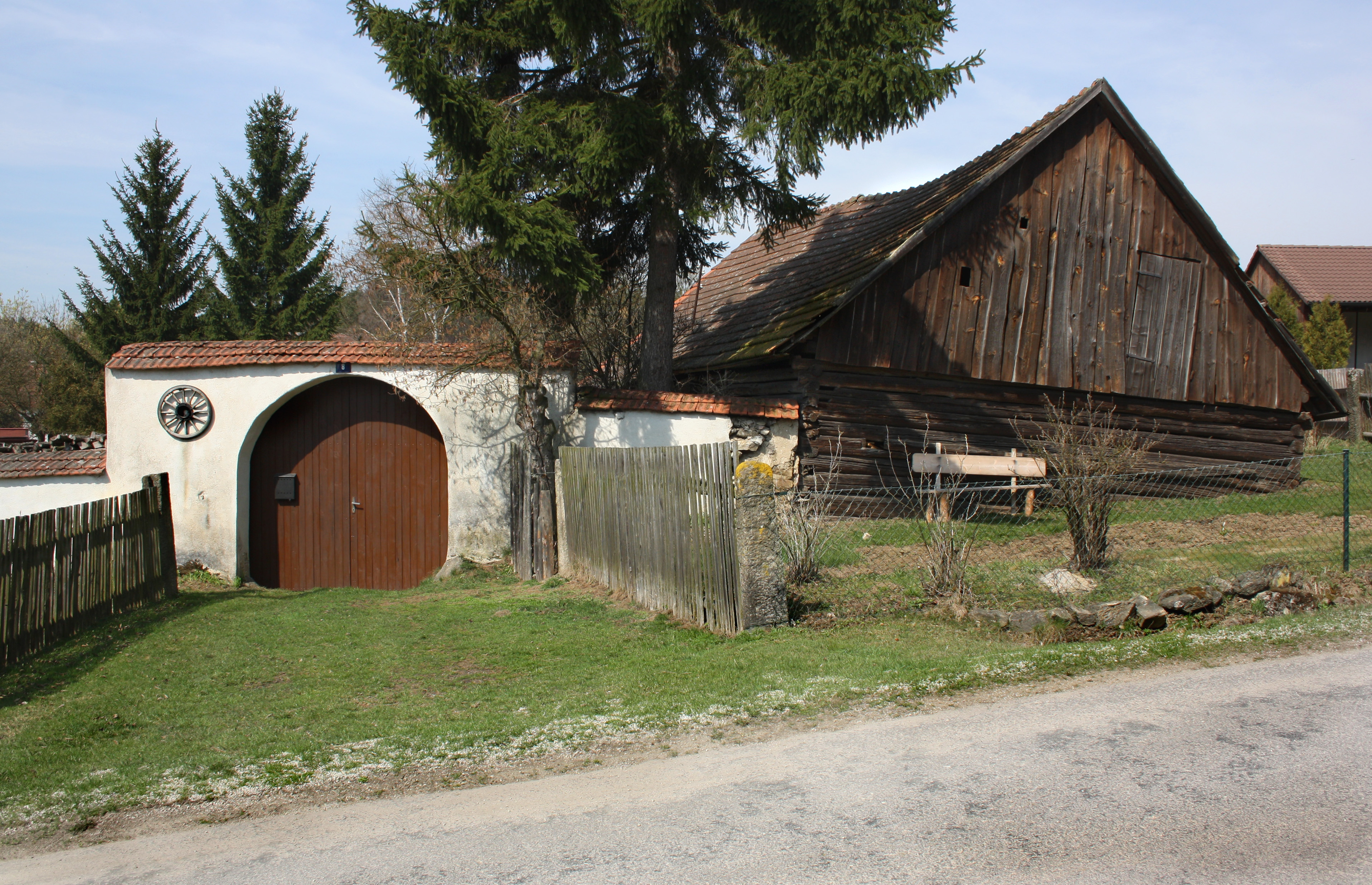
Statek ve východní části
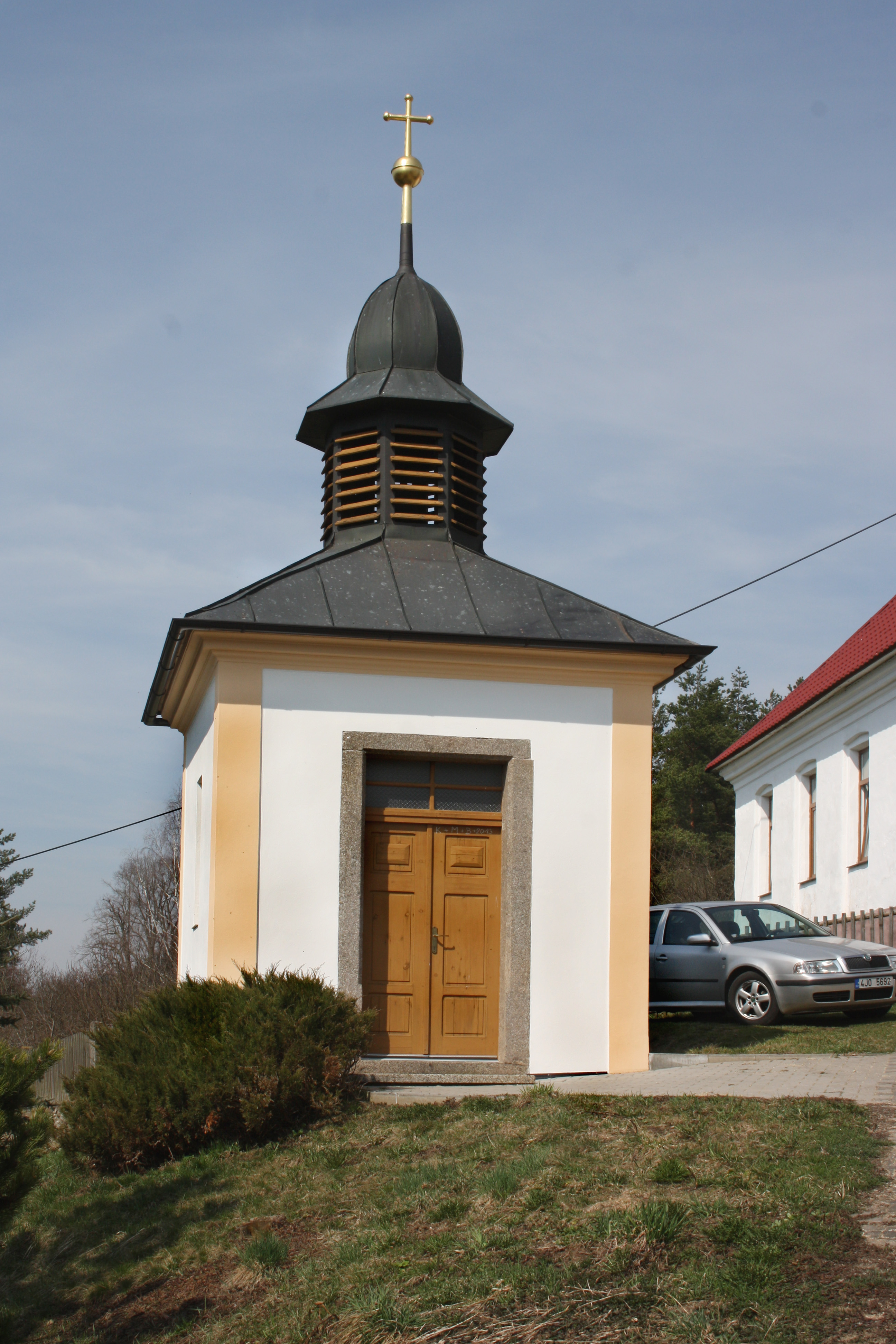
Kaplička u bývalé školy
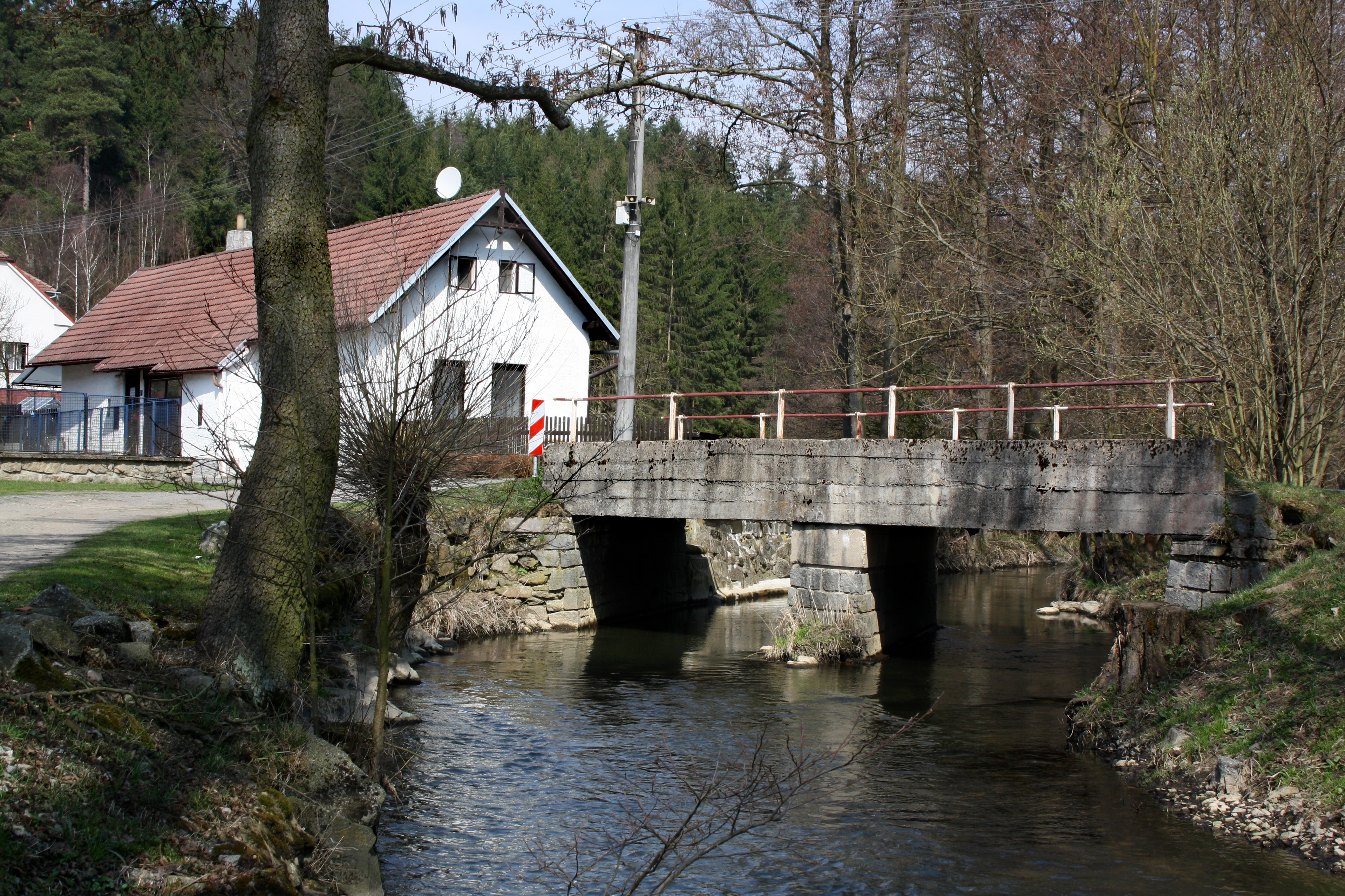
Říčka Balinka